# Zenonina
Zenonina là một chi nhện trong họ Lycosidae.